# Helvia Recina Volley Macerata 2021-2022
Questa voce raccoglie le informazioni riguardanti l'Helvia Recina Volley Macerata nelle competizioni ufficiali della stagione 2021-2022.

## Stagione
Nella stagione 2021-22 l'Helvia Recina Volley Macerata assume la denominazione sponsorizzata di Cbf Balducci Hr Macerata.
Partecipa per la terza volta alla Serie A2 chiudendo il girone A della regular season di campionato al secondo posto in classifica; vince i successivi play-off per la promozione sconfiggendo in gara 3 di finale la Mondovì e ottenendo così la promozione in Serie A1.
Grazie al terzo posto in classifica al termine del girone di andata della regular season partecipa alla Coppa Italia di Serie A2, dove viene eliminata in semifinale dall'Adolfo Consolini.

## Organigramma
Area direttiva
- Presidente: Pietro Paolella
- Vice presidente: Maurizio Storani
- General manager: Massimiliano Balducci
- Team manager: Dino Principi

Area tecnica
- Allenatore: Luca Paniconi
- Allenatore in seconda: Michele Carancini

## Rosa
| N° | Nome                  | Ruolo | Data di nascita   | Nazionalità sportiva |
| -- | --------------------- | ----- | ----------------- | -------------------- |
| 1  | Giulia Bresciani      | L     | 27 settembre 1992 | Italia               |
| 2  | Melissa Martinelli    | C     | 23 marzo 1993     | Italia               |
| 3  | Francesca Cosi        | C     | 27 marzo 2000     | Italia               |
| 5  | Francesca Michieletto | S     | 10 settembre 1997 | Italia               |
| 6  | Alice Gasparroni      | S     | 17 marzo 2001     | Italia               |
| 7  | Martina Ghezzi        | S     | 20 agosto 2001    | Italia               |
| 8  | Maria Irene Ricci     | P     | 17 febbraio 1996  | Italia               |
| 9  | Federica Stroppa      | O     | 9 febbraio 1997   | Italia               |
| 10 | Ilenia Peretti        | P     | 1º dicembre 1997  | Italia               |
| 11 | Valeria Pizzolato     | C     | 20 maggio 1999    | Italia               |
| 14 | Alessia Fiesoli       | S     | 25 maggio 1994    | Italia               |
| 15 | Polina Malik          | O     | 18 novembre 1998  | Israele              |

## Mercato
| Acquisti | Acquisti              | Acquisti           | Acquisti   |
| R.       | Nome                  | da                 | Modalità   |
| -------- | --------------------- | ------------------ | ---------- |
| L        | Giulia Bresciani      | Megavolley         | definitivo |
| C        | Francesca Cosi        | Adolfo Consolini   | definitivo |
| S        | Alessia Fiesoli       | Pinerolo           | definitivo |
| S        | Alice Gasparroni      | Giannino Pieralisi | definitivo |
| S        | Martina Ghezzi        | Hermaea            | definitivo |
| O        | Polina Malik          | Kuusamon           | definitivo |
| S        | Francesca Michieletto | Futura Giovani     | definitivo |
| C        | Valeria Pizzolato     | Trentino Rosa      | definitivo |
| P        | Maria Irene Ricci     | Trentino Rosa      | definitivo |
| O        | Federica Stroppa      | Offanengo          | definitivo |

| Cessioni | Cessioni          | Cessioni           | Cessioni   |
| R.       | Nome              | a                  | Modalità   |
| -------- | ----------------- | ------------------ | ---------- |
| L        | Veronica Bisconti | Mondovì            | definitivo |
| P        | Giulia Galletti   | Offanengo          | definitivo |
| S        | Morgana Giubilato | Mondovì            | definitivo |
| S        | Aleksandra Lipska | Chemik Police      | definitivo |
| C        | Giulia Mancini    | Megavolley         | definitivo |
| S        | Ilaria Maruotti   | Hermaea            | definitivo |
| O        | Martina Pirro     | Giannino Pieralisi | definitivo |
| S        | Valentina Pomili  | Olimpia Teodora    | definitivo |
| O        | Sofia Renieri     | Hermaea            | definitivo |
| C        | Elisa Rita        | Corridonia         | definitivo |
| L        | Sara Sopranzetti  | Parella            | definitivo |

## Risultati

### Serie A2

#### Girone di andata
| 1ª Giornata - 10 ottobre 2021 PalaFontescodella, Macerata             | Helvia Recina    | 3 - 0 | Olimpia Teodora   | 26-24, 28-26, 25-16               |
| 2ª Giornata - 17 ottobre 2021 Palestra Santissima Consolata, Sassuolo | Academy Sassuolo | 2 - 3 | Helvia Recina     | 16-25, 14-25, 25-23, 25-21, 13-15 |
| 4ª Giornata - 31 ottobre 2021 PalaFontescodella, Macerata             | Helvia Recina    | 0 - 3 | Adolfo Consolini  | 26-28, 23-25, 18-25               |
| 5ª Giornata - 3 novembre 2021 Palazzetto dello Sport, Lanciano        | Altino           | 0 - 3 | Helvia Recina     | 16-25, 22-25, 21-25               |
| 6ª Giornata - 6 novembre 2021 PalaFontescodella, Macerata             | Helvia Recina    | 3 - 2 | Futura Giovani    | 17-25, 25-21, 25-12, 18-25, 20-18 |
| 7ª Giornata - 14 novembre 2021 PalaBellina, Marsala                   | Marsala          | 0 - 3 | Helvia Recina     | 17-25, 29-31, 23-25               |
| 8ª Giornata - 17 novembre 2021 PalaFontescodella, Macerata            | Helvia Recina    | 3 - 0 | Assitec           | 25-22, 25-17, 25-10               |
| 9ª Giornata - 21 novembre 2021 PalaMoncada, Porto Empedocle           | Aragona          | 0 - 3 | Helvia Recina     | 15-25, 14-25, 16-25               |
| 10ª Giornata - 28 novembre 2021 PalaFontescodella, Macerata           | Helvia Recina    | 2 - 3 | Millenium Brescia | 30-28, 20-25, 26-24, 19-25, 9-15  |
| 11ª Giornata - 5 dicembre 2021 Geopalace, Olbia                       | Hermaea          | 3 - 0 | Helvia Recina     | 25-19, 25-19, 25-19               |

#### Girone di ritorno
| 12ª Giornata - 19 dicembre 2021 PalaCosta, Ravenna                                | Olimpia Teodora   | 0 - 3 | Helvia Recina    | 20-25, 21-25, 20-25              |
| 13ª Giornata - 26 dicembre 2021 PalaFontescodella, Macerata                       | Helvia Recina     | 3 - 1 | Academy Sassuolo | 25-17, 25-22, 20-25, 25-20       |
| 15ª Giornata - 23 febbraio 2022 Palazzetto dello Sport, San Giovanni in Marignano | Adolfo Consolini  | 0 - 3 | Helvia Recina    | 22-25, 20-25, 14-25              |
| 16ª Giornata - 23 gennaio 2022 PalaFontescodella, Macerata                        | Helvia Recina     | 3 - 0 | Altino           | 25-15, 25-17, 25-18              |
| 17ª Giornata - 30 gennaio 2022 PalaBorsani, Castellanza                           | Futura Giovani    | 3 - 0 | Helvia Recina    | 25-15, 25-23, 25-21              |
| 18ª Giornata - 6 febbraio 2022 PalaFontescodella, Macerata                        | Helvia Recina     | 3 - 2 | Marsala          | 19-25, 25-21, 23-25, 25-19, 15-8 |
| 19ª Giornata - 13 febbraio 2022 PalaIaquaniello, Sant'Elia Fiumerapido            | Assitec           | 0 - 3 | Helvia Recina    | 24-26, 16-25, 24-26              |
| 20ª Giornata - 20 febbraio 2022 PalaFontescodella, Macerata                       | Helvia Recina     | 3 - 0 | Aragona          | 25-16, 25-14, 25-20              |
| 21ª Giornata - 27 febbraio 2022 PalaGeorge, Montichiari                           | Millenium Brescia | 3 - 0 | Helvia Recina    | 25-21, 25-12, 25-16              |
| 22ª Giornata - 6 marzo 2022 PalaFontescodella, Macerata                           | Helvia Recina     | 3 - 1 | Hermaea          | 25-16, 20-25, 25-18, 25-19       |

#### Play-off promozione
| Ottavi di finale (gara 1) - 20 marzo 2022 PalaFontescodella, Macerata              | Helvia Recina    | 3 - 0 | Soverato         | 25-18, 25-12, 25-23               |
| Ottavi di finale (gara 2) - 23 marzo 2022 PalaScoppa, Soverato                     | Soverato         | 0 - 3 | Helvia Recina    | 19-25, 19-25, 20-25               |
| Quarti di finale (gara 1) - 3 aprile 2022 PalaFontescodella, Macerata              | Helvia Recina    | 3 - 1 | Academy Sassuolo | 22-25, 25-14, 25-19, 25-20        |
| Quarti di finale (gara 2) - 10 aprile 2022 Palestra Santissima Consolata, Sassuolo | Academy Sassuolo | 1 - 3 | Helvia Recina    | 21-25, 25-19, 27-29, 16-25        |
| Semifinali (gara 1) - 23 aprile 2022 Palazzetto dello sport, Latisana              | Talmassons       | 0 - 3 | Helvia Recina    | 22-25, 21-25, 19-25               |
| Semifinali (gara 2) - 27 aprile 2022 PalaFontescodella, Macerata                   | Helvia Recina    | 3 - 0 | Talmassons       | 31-29, 25-16, 25-22               |
| Finale (gara 1) - 8 maggio 2022 PalaFontescodella, Macerata                        | Helvia Recina    | 3 - 2 | Mondovì          | 21-25, 25-22, 13-25, 25-15, 15-10 |
| Finale (gara 2) - 15 maggio 2022 PalaManera, Mondovì                               | Mondovì          | 3 - 1 | Helvia Recina    | 25-23, 25-18, 21-25, 25-22        |
| Finale (gara 3) - 21 maggio 2022 PalaFontescodella, Macerata                       | Helvia Recina    | 3 - 2 | Mondovì          | 28-26, 15-25, 25-10, 15-25, 15-12 |

### Coppa Italia di Serie A2
| Ottavi di finale - 12 dicembre 2021 PalaFontescodella, Macerata                 | Helvia Recina    | 3 - 1 | Soverato      | 25-22, 23-25, 25-23, 25-20 |
| Quarti di finale - 22 dicembre 2021 PalaManera, Mondovì                         | Mondovì          | 1 - 3 | Helvia Recina | 22-25, 25-22, 18-25, 15-25 |
| Semifinali - 30 dicembre 2021 Palazzetto dello Sport, San Giovanni in Marignano | Adolfo Consolini | 3 - 0 | Helvia Recina | 25-15, 25-19, 25-17        |

## Statistiche

### Statistiche di squadra
| Competizione             | Punti | In casa | In casa | In casa | In trasferta | In trasferta | In trasferta | Totale | Totale | Totale |
| Competizione             | Punti | G       | V       | P       | G            | V            | P            | G      | V      | P      |
| ------------------------ | ----- | ------- | ------- | ------- | ------------ | ------------ | ------------ | ------ | ------ | ------ |
| Serie A2                 | 43    | 15      | 13      | 2       | 14           | 10           | 4            | 29     | 23     | 6      |
| Coppa Italia di Serie A2 | -     | 1       | 1       | 0       | 2            | 1            | 1            | 3      | 2      | 1      |
| Totale                   | -     | 16      | 14      | 2       | 16           | 11           | 5            | 32     | 25     | 7      |

G = partite giocate; V = partite vinte; P = partite perse 

### Statistiche dei giocatori
| Giocatore      | Serie A2 | Serie A2 | Serie A2 | Serie A2 | Serie A2 | Coppa Italia di Serie A2 | Coppa Italia di Serie A2 | Coppa Italia di Serie A2 | Coppa Italia di Serie A2 | Coppa Italia di Serie A2 | Totale | Totale | Totale | Totale | Totale |
| Giocatore      | P        | PT       | AV       | MV       | BV       | P                        | PT                       | AV                       | MV                       | BV                       | P      | PT     | AV     | MV     | BV     |
| -------------- | -------- | -------- | -------- | -------- | -------- | ------------------------ | ------------------------ | ------------------------ | ------------------------ | ------------------------ | ------ | ------ | ------ | ------ | ------ |
| G. Bresciani   | 29       | 0        | 0        | 0        | 0        | 3                        | 0                        | 0                        | 0                        | 0                        | 32     | 0      | 0      | 0      | 0      |
| F. Cosi        | 25       | 162      | 76       | 60       | 26       | 2                        | 9                        | 6                        | 2                        | 1                        | 27     | 171    | 82     | 62     | 27     |
| A. Fiesoli     | 29       | 268      | 214      | 39       | 15       | 3                        | 38                       | 27                       | 9                        | 2                        | 32     | 306    | 241    | 48     | 17     |
| A. Gasparroni  | 18       | 2        | 1        | 0        | 1        | 2                        | 0                        | 0                        | 0                        | 0                        | 20     | 2      | 1      | 0      | 1      |
| M. Ghezzi      | 27       | 88       | 68       | 14       | 6        | 2                        | 22                       | 16                       | 4                        | 2                        | 29     | 110    | 84     | 18     | 8      |
| P. Malik       | 23       | 378      | 345      | 20       | 13       | 0                        | 0                        | 0                        | 0                        | 0                        | 23     | 378    | 345    | 20     | 13     |
| M. Martinelli  | 20       | 92       | 54       | 28       | 10       | 2                        | 13                       | 10                       | 3                        | 0                        | 22     | 105    | 64     | 31     | 10     |
| F. Michieletto | 27       | 293      | 249      | 23       | 21       | 2                        | 21                       | 17                       | 2                        | 2                        | 29     | 314    | 266    | 25     | 23     |
| I. Peretti     | 25       | 8        | 4        | 3        | 1        | 3                        | 4                        | 2                        | 2                        | 0                        | 28     | 12     | 6      | 5      | 1      |
| V. Pizzolato   | 28       | 263      | 194      | 63       | 6        | 3                        | 25                       | 19                       | 4                        | 2                        | 31     | 288    | 213    | 67     | 8      |
| M. Ricci       | 29       | 49       | 21       | 13       | 15       | 3                        | 5                        | 5                        | 0                        | 0                        | 32     | 54     | 26     | 13     | 15     |
| F. Stroppa     | 22       | 132      | 118      | 12       | 2        | 3                        | 38                       | 33                       | 3                        | 2                        | 25     | 170    | 151    | 15     | 4      |

P = presenze; PT = punti totali; AV = attacchi vincenti; MV = muri vincenti; BV = battute vincenti